# Odaginiceps
Odaginiceps is een geleedpotigengeslacht van de familie Tetragonicipitidae. Deze familie maakt deel uit van de orde Harpacticoida uit de onderklasse van de eenoogkreeftjes.

## Soorten
- O. clarkae Fiers, 1995
- O. elegantissima Fiers, 1995
- O. immanis Fiers & de Troch, 2000
- O. korykosensis Karaytug, Sak & Alper, 2010
- O. xamaneki Fiers, 1995